# Cserjés József
Cserjés József (1940 – 2000. augusztus 11. előtt) magyar labdarúgó, csatár. Bátyja, Cserjés István szintén labdarúgó.

## Pályafutása
1958 és 1961 között a Bp. Honvéd labdarúgója volt. Az élvonalban 1958. november 9-én mutatkozott be a Haladás ellen, ahol csapata 2–1-es vereséget szenvedett. Tagja volt az 1958–59-es idényben bronzérmet szerzett csapatnak. 1963 és 1964 között a Diósgyőri VTK játékosa volt. Összesen 33 élvonalbeli mérkőzésen szerepelt és négy gólt szerzett.

## Sikerei, díjai
- Magyar bajnokság
  - 3.: 1958–59